# Earthshaker Records
Earthshaker Records var ett tyskt skivbolag inriktat mot heavy metal. Bolaget var aktivt mellan 1984 och 1986. Den första skiva att ges ut av bolaget var Steelers självbetitlade debutalbum Steeler.

## Artister
- Atlain
- Brainfever
- Carrie
- Fact
- Lions Breed
- Living Death
- Mad Butcher
- Steeler
- Steeltower
- X-mas Project
- Xxaron